# Eugenia tetramera
Eugenia tetramera är en myrtenväxtart som först beskrevs av Mcvaugh, och fick sitt nu gällande namn av Maria Lucia Kawasaki och B.K.Holst. Eugenia tetramera ingår i släktet Eugenia och familjen myrtenväxter. Inga underarter finns listade i Catalogue of Life.